# Gabrius lepidina
Gabrius lepidina – gatunek chrząszcza z rodziny kusakowatych i podrodziny Staphylininae.
Gatunek ten został opisany w 2014 roku przez Lubomíra Hromádkę, który jako miejsce typowe wskazał rzekę Kakalari w masywie Ruwenzori. W obrębie rodzaju należy do grupy gatunków G. coryndoni.
Kusak o ciele długości 4,2 mm. Głowa trapezowata, brązowoczarna z żółtobrązowymi głaszczkami. Czułki dwubarwne: żółtobrązowo-brązowe. Rozciągnięte w tył czułki sięgają tylnej krawędzi przedplecza. Przedplecze brązowoczerwone, dłuższe niż szersze. Tarczka, pokrywy i odwłok ubarwione brązowo. Pokrywy tak szerokie jak długie, grubiej niż tarczka punktowane, brązowożółto oszczecone. Edeagus o wierzchołkowej części środkowego płata stożkowato zwężonej w krótki i tępy wierzchołek. Odgałęzienia paramer bardzo długie i łukowate.
Chrząszcz afrotropikalny, znany z Demokratycznej Republiki Konga i Tanzanii.